# Adolf Müller senior
Pour les articles homonymes, voir Müller.
Adolf Müller senior (né Matthias Schmid le 7 octobre 1801 à Tolna et mort le 29 juillet 1886 à Vienne) est un acteur et compositeur austro-hongrois.
Il est le père d'Adolf Müller junior.

## Biographie
Müller apprend à Brno la musique et la comédie et a des engagements à Prague, Lviv et Brno, avant d'être acteur et chanteur à Vienne en 1823.
En 1825, il travaille comme maître de chapelle principalement dans les trois théâtres les plus importants de Vienne : le théâtre de Leopoldstadt, le Theater an der Wien et le Theater in der Josefstadt. Il participe ainsi à la composition de mélodrames, de pantomimes ou de ballets. Müller écrit 650 œuvres.
Müller compose également des opéras et des opérettes. Cependant on ne peut pas le relier comme son fils à l'Opérette viennoise qui se crée à partir de 1860. Heinrich IV. (1865), inspiré par Jacques Offenbach, n'a pas de succès. À 70 ans, il collabore avec Ludwig Anzengruber et s'adapte aux goûts musicaux de son temps.
Dans son style, Müller s'inspire parfois de Ludwig van Beethoven et de Johann Strauss. Dans ses compositions, il privilégie les formes de danse et le chant vocal. Il invente le couplet viennois. Ses œuvres pour la scène n'ont pas l'intimité des Lieder de Franz Schubert ni la mondanité de Johann Strauss II.

## Source de la traduction
- (de) Cet article est partiellement ou en totalité issu de l’article de Wikipédia en allemand intitulé « Adolf Müller senior » (voir la liste des auteurs).